# Grote Prijs Miguel Indurain 2024
De 33e editie van de wielerwedstrijd Grote Prijs Miguel Indurain vond plaats op 30 maart 2024. De wedstrijd startte en finishte in in Estella en was 198,1 kilometer lang. De wedstrijd maakte deel uit van de UCI ProSeries, met de categorie 1.Pro. De Amerikaan Brandon McNulty won, na een sprint-à-deux met Maxim Van Gils.

## Uitslag
| Plaats  | Naam                  | Ploeg                      | Tijd     |
| ------- | --------------------- | -------------------------- | -------- |
| Winnaar | Brandon McNulty       | UAE Team Emirates          | 4u55'48" |
| 2       | Maxim Van Gils        | Lotto Dstny                | z.t.     |
| 3       | Oscar Onley           | dsm-firmenich PostNL       | + 2"     |
| 4       | Jon Izagirre          | Cofidis                    | + 6"     |
| 5       | Archie Ryan           | EF Education-EasyPost      | + 8"     |
| 6       | Samuele Battistella   | Astana Qazaqstan           | + 16"    |
| 7       | Clément Champoussin   | Arkéa-B&B Hotels           | z.t.     |
| 8       | Steff Cras            | TotalEnergies              | z.t.     |
| 9       | Maximilian Schachmann | BORA-hansgrohe             | z.t.     |
| 10      | Fernando Barceló      | Caja Rural-Seguros RGA     | z.t.     |
| 11      | Warren Barguil        | dsm-firmenich PostNL       | + 23"    |
| 12      | Urko Berrade          | Kern Pharma                | + 26"    |
| 13      | Isaac del Toro        | UAE Team Emirates          | + 31"    |
| 14      | Davide De Pretto      | Jayco AlUla                | z.t.     |
| 15      | Pavel Sivakov         | UAE Team Emirates          | + 34"    |
| 16      | Igor Arrieta          | UAE Team Emirates          | z.t.     |
| 17      | Alex Baudin           | Decathlon AG2R La Mondiale | + 36"    |
| 18      | Mark Donovan          | Q36.5                      | + 42"    |
| 19      | Paul Double           | Polti Kometa               | + 44"    |
| 20      | David de la Cruz      | Q36.5                      | + 53"    |
|         |                       |                            |          |
| 24      | Gijs Leemreize        | dsm-firmenich PostNL       | + 1'17"  |

1999 · 2000 · 2001 · 2002 · 2003 · 2004 · 2005 · 2006 · 2007 · 2008 · 2009 · 2010 · 2011 · 2012 · 2013 · 2014 · 2015 · 2016 · 2017 · 2018 · 2019 · 2020 · 2021 · 2022 · 2023 · 2024
Ronde van Valencia ·
Figueira Champions Classic ·
Ronde van Oman ·
Clásica de Almería ·
Ronde van de Algarve ·
Ruta del Sol ·
Ardèche Classic ·
Drôme Classic ·
Kuurne-Brussel-Kuurne ·
Trofeo Laigueglia ·
Nokere Koerse ·
Milaan-Turijn ·
GP Denain ·
Bredene Koksijde Classic ·
Grote Prijs Miguel Indurain ·
Scheldeprijs ·
Brabantse Pijl ·
Ronde van de Alpen ·
Ronde van Turkije ·
Grote Prijs van Plumelec ·
Tro Bro Léon ·
Ronde van Hongarije ·
Vierdaagse van Duinkerke ·
Boucles de la Mayenne ·
Ronde van Noorwegen ·
Circuit Franco-Belge ·
Brussels Cycling Classic ·
Dwars door het Hageland ·
Ronde van België ·
Ronde van Slovenië ·
Ronde van het Qinghaimeer ·
Ronde van Wallonië ·
Arctic Race of Norway ·
Ronde van Burgos ·
Ronde van Denemarken ·
Ronde van Duitsland ·
Maryland Cycling Classic ·
Ronde van Groot-Brittannië ·
Grote Prijs van Fourmies ·
GP Industria & Artigianato-Larciano ·
Coppa Sabatini ·
Grote Prijs van Wallonië ·
Ronde van Luxemburg ·
Super 8 Classic ·
Ronde van Langkawi ·
Ronde van het Münsterland ·
Ronde van Emilia ·
Parijs-Tours ·
Coppa Bernocchi ·
Ronde van de Drie Valleien ·
Ronde van Piemonte ·
Ronde van het Taihu-meer ·
Ronde van Veneto ·
Japan Cup ·
Veneto Classic